# Comitê para as Cinco Províncias da Coreia do Norte
O Comitê para as Cinco Províncias da Coreia do Norte (hangul: 이북5도위원회; hanja: 以北五道委員會, literalmente "Comitê das Cinco Províncias do Norte") é um órgão governamental sul-coreano subordinado ao Ministério do Interior e Segurança.

## História
Estabelecido em 1949, o comitê é oficialmente responsável pela administração das cinco províncias coreanas localizadas inteiramente ao norte da Linha de Demarcação Militar, já que o governo sul-coreano afirma formalmente ser o único governo legítimo de toda a Coreia. O governo sul-coreano não reconhece quaisquer alterações nas fronteiras das províncias feitas pela Coreia do Norte desde a sua criação. O Presidente da Coreia do Sul nomeia governadores para cada uma das cinco províncias.  No entanto, o seu papel é em grande parte simbólico (comparados com os bispos-titulares), pois o território está sob a jurisdição efetiva da Coreia do Norte. A principal função prática do comitê é fornecer apoio aos desertores norte-coreanos que vivem na Coreia do Sul, incluindo ajudar no reassentamento de norte-coreanos e organizar eventos sociais para os norte-coreanos.  
Apesar do nome, o comitê não desempenha nenhum papel nas relações entre Coreia do Norte e Coreia do Sul; Os assuntos norte-coreanos são tratados pelo Ministério da Unificação.  No caso de um colapso norte-coreano, os planos de contingência exigem a criação de um novo órgão governamental para administrar o Norte, sob a liderança do Ministro da Unificação. Nesse caso, os cinco governadores teriam que renunciar e o comitê seria dissolvido.  

## Bandeiras das Cinco Províncias do Norte da Coreia

Hamgyeong do Norte
Hamgyeong do Sul
Hwanghae
Pyeongan do Norte
Pyeongan do Sul

### Históricas

Bandeira do Comitê das Cinco Províncias da Coreia do Norte (1949–2016)
Emblema do Comitê das Cinco Províncias da Coreia do Norte (1949–2016)

## Províncias do sul com território na Coreia do Norte
Duas províncias sul-coreanas, Gyeonggi e Gangwon, possuem oficialmente partes de seu território na Coreia do Norte. O governo sul-coreano considera os governadores destas duas províncias os chefes de toda a sua província, incluindo as partes do Norte. 
- Província de Gyeonggi - Gaeseong, Condado de Gaepung e Condado de Jangdan reivindicados
- Província de Gangwon - da Província de Kangwon - Condado de Gimhwa, Condado de Icheon, Condado de Tongcheon, Condado de Pyeonggang e Condado de Hoeyang reivindicados